# Геофізичні дослідження у свердловинах
Геофізичні дослідження у свердловинах (рос.геофизические исследования в скважинах; англ. geophysical explorations in wells; нім. geophysikalische Untersuchungen f pl in Sonden) — група методів, основаних на вивченні природних і штучно створюваних фізичних полів (електричних, акустичних і ін.), фізичних властивостей гірських порід, пластових флюїдів, вмісту і складу різних газів у буровому розчині.

## Застосування
Застосовуються для вивчення геологічного розрізу свердловин і масиву гірських порід у навколосвердловинному і міжсвердловинному просторах, контролю технічного стану свердловин і розробки нафтових та газових родовищ.
Геофізичні дослідження застосовують при пошуках і розвідці нафти і газу (промислова геофізика) і води (геофізичні дослідження гідрогеологічних свердловин). Одержані дані забезпечують розчленування розрізу свердловин на пласти, визначення їх літології і глибини залягання, виявлення корисних копалин (нафти, газу тощо), кореляцію розрізів свердловин, оцінку параметрів пластів для підрахунку запасів (ефективну товщину, вміст корисних копалин), визначення об'єму покладу нафти, газу тощо. Геофізичні дослідження – основний спосіб геологічної документації розрізів свердловин, що дає великий економічний ефект за рахунок скорочення відбору керна і кількості випробувань пластів.

## Методи дослідження
Геофізичні дослідження, що проводяться для вивчення геологічного розрізу свердловин, називаються каротажем, який здійснюється електричними, електромагнітними, магнітними, акустичними, радіоактивними (ядерно-геофізичними) та іншими методами. При каротажі з допомогою приладів, що опускаються у свердловину на каротажному кабелі, вимірюються геофізичні характеристики, які залежать від одного чи сукупності фізичних властивостей гірських порід та їх розташування в розрізі свердловини. У свердловинні прилади входять каротажні зонди (пристрої, що містять джерела і приймачі досліджуваного поля), сигнали яких по кабелю безперервно або дискретно передаються на поверхню і реєструються наземною апаратурою у вигляді кривих або масивів цифрових даних. Розробляються способи каротажу, які можна проводити в процесі буріння пристроями, зануреними у свердловину на бурильних трубах. При електричному каротажі вивчають питомий електричний опір, дифузійно-адсорбційну і штучно викликану електрохімічну активності порід і т. ін. Для визначення питомого опору застосовують бокове каротажне зондування (вимірювання триелектродними градієнт-зондами різної довжини), боковий каротаж (вимірювання зондами з фокусуванням струму), мікрокаротаж і боковий мікрокаротаж. Відмінність у дифузійно-адсорбційній активності порід використовується в каротажі самочинної поляризації, а здатність порід поляризуватися під дією електричного струму — в каротажі викликаної поляризації, основаному на різниці потенціалів, що виникли на поверхні контактів руд (наприклад, сульфідних), вугілля з іншими гірськими породами. При електромагнітному каротажі вивчається питома електрична провідність (індукційний каротаж), магнітне сприймання (каротаж магнітного сприймання — КМС) і діелектрична проникність (діелектричний каротаж — ДК) гірських порід індукційними зондами на різних частотах 1 кГц (КМС), 100 кГц і 40 МГц (ДК). При каротажі магнітному вимірюється магнітне сприймання порід і характеристики магнітного поля. Акустичний каротаж базується на реєстрації швидкості, амплітуди та інших параметрів пружних хвиль ультразвукового і звукового діапазону. При каротажі радіоактивному (ядерно-геофізичному) у свердловинах виміряють характеристики йонізуючого випромінювання. Широко використовується вивчення характеристик нейтронного і гамма-випромінювання, які виникають у породах при опромінюванні їх стаціонарним джерелом нейтронів (нейтрон-нейтронний каротаж і нейтронний гамма-каротаж) або джерелами гамма-випромінювання (гамма-гамма-каротаж). Модифікації радіоактивного каротажу застосовуються з імпульсними джерелами нейтронів (імпульсний нейтрон-нейтронний каротаж, імпульсний нейтронний гамма-каротаж) і гамма-випромінювання (імпульсний гамма-гамма-каротаж). Природне гамма-випромінювання порід досліджується в гамма-каротажі. В активаційному радіоактивному каротажі вивчаються характеристики випромінювання штучних радіоактивних ізотопів, що виникають у породах при опромінюванні їх джерелом йонізуючого опромінювання. Ядерно-магнітний каротаж базується на спостереженні за зміною електрорушійної сили, яка виникає в котушці зонда в результаті вільної прецесії протонів у імпульсному магнітному полі. Каротаж газовий забезпечує вивчення фізичними методами вмісту і складу вуглеводневих газів і бітумів у буровому розчині, а також параметрів, що дають характеристику режиму буріння. Іноді здійснюють дослідження, що ґрунтуються на визначенні механічних властивостей порід у процесі буріння (каротаж механічний).
Навколосвердловинні і міжсвердловинні дослідження базуються на вивченні в масивах гірських порід особливостей природних чи штучно створених геофізичних полів: магнітного (свердловинна магніторозвідка), гравітаційного (свердловинна гравірозвідка), поширення радіохвиль (радіохвильовий метод — РХМ), пружних хвиль (акустичне просвітлювання), постійного або низькочастотного електричного (метод зарядженого тіла), нестаціонарного електромагнітного (метод перехідних процесів); п'єзоелектричного ефекту, що виникає в гірських породах під дією пружних коливань (п'єзоелектричний метод); потенціалів викликаної поляризації, що виникають на контакті рудного тіла в результаті дії джерела струму в свердловині або на поверхні Землі (контактний метод поляризаційних кривих) і інш. У радіохвильових методах розвідки (РХМ) джерело електромагнітних коливань (частота 0,16–37 МГц) розташовується у свердловині; реєстрація здійснюється за допомогою приймачів (антен) в цій же свердловині (навколосвердловинні дослідження) або в сусідній (міжсвердловинні дослідження). У деяких випадках поле спостерігається на поверхні Землі. При розвідці акустичним просвітлюванням збудження і спостереження хвиль здійснюється так само, як у РХМ. У методі зарядженого тіла електрод розміщують у свердловині навпроти рудного тіла; спостереження виконують у свердловині або на поверхні. Методи навколосвердловинних і міжсвердловинних досліджень дають змогу виявити і оконтурити рудні тіла й інші геологічні утворення, які пройдені свердловиною або наявні біля неї.

## Контроль технічного стану свердловини
При контролі технічного стану свердловини вимірюють її зенітний кут і азимут (інклінометрія), середній діаметр (кавернометрія) і відстань від осі приладу до стінки свердловини (профілеметрія), температуру (термометрія), питомий електричний опір бурового розчину (резистометрія), визначають висоти підняття цементу в затрубному просторі свердловини і його якість (контроль цементування) за даними кривих акустичного та гамма-гамма-каротажу і інш. При розробці родовища реєструють швидкості переміщення рідини у свердловині (витратометрія), в'язкість наповнюючої рідини (віскозиметрія), вміст води в останній (вологометрія), тиск по стовбуру (барометрія) та ін. Відбір проб флюїдів з пласта (випробування пластів) виконується випробувачами пластів, які на каротажному кабелі опускаються у свердловину на задану глибину. Після цього блок відбору (башмак) притискається до стінки свердловини і кумулятивною перфорацією створюється дренажний канал між пластом і приладом для подачі флюїду в приймальний балон приладу. Зразки порід зі стінок свердловин відбирають стріляючими ґрунтоносами і свердлильними керновідбірниками. При аналізі проб визначається вміст нафти, газу і води, а також компонентний склад газу, що дає можливість оцінити нафтогазоносність пласта, літологію, наявність вуглеводнів, а іноді й коефіцієнт пористості породи.

### Геолого-технологічні дослідження (ГТД)
Геолого-технологічні дослідження (ГТД) є складовою частиною геофізичних досліджень нафтових і газових свердловин. Вони призначені для здійснення суцільного технологічного контролю стану свердловини на всіх етапах її будівництва, з метою вивчення геологічного розрізу, виділення пластів-колекторів та оцінки характеру їх насичення, а також досягнення високих техніко-економічних показників буріння.
При проведенні ГТД на свердловині встановлюються сучасні комп'ютеризовані станції, наприклад, «GeoTech 1.0/1.1/1.2/1.3», що включають в себе автоматизовану систему збору даних з відповідним ліцензованим програмним забезпеченням, подвійним комплектом датчиків, високоточні хроматографічні газоаналізатори та блоки підготовки газу, лабораторію з комплектом необхідних геологічних приладів, посуду та хімреагентів, необхідних для проведення аналізів керну, шламу, а також комплект обладнання для двостороннього зв’язку, відеонагляду та передачі даних технологічних параметрів замовнику в on-line режимі.

## Геофізичні дослідження при пошуках і розвідці нафти і газу
Геофізичні дослідження застосовують при пошуках і розвідці нафти і газу (промислова геофізика), вугілля (вугільна свердловинна геофізика), руд і будівельних матеріалів (рудна свердловинна геофізика) і води (геофізичні дослідження гідрогеологічних свердловин). Одержані дані забезпечують розчленування розрізу свердловин на пласти, визначення їх літології і глибини залягання, виявлення корисних копалин (нафти, газу, вугілля і інш.), кореляцію розрізів свердловин, оцінку параметрів пластів для підрахунку запасів (ефективну товщину, вміст корисних копалин), визначення об'єму покладу нафти, газу, вугілля або рудного тіла, оцінку фізико-механічних властивостей порід при будівництві різних споруд і ін.

## Геологічна документація розрізів свердловин
Геофізичні дослідження — основний спосіб геологічної документації розрізів свердловин, що дає великий економічний ефект за рахунок скорочення відбору керна і кількості випробувань пластів. Підвищення ефективності геофізичних досліджень пов'язано з розробкою і впровадженням нових методів, а також з удосконаленням методики і техніки досліджень; впровадженням машинних методів обробки та інтерпретації даних, утворення цифрових каротажних лабораторій, керованих бортовою ЕОМ, комплексних геолого-геохімічно-геофізичних інформаційно-вимірювальних і обробляючих комплексів, високоточних і термобаростійких комплексних свердловинних приладів та ін.

## Розвиток методу
Підвищення ефективності геофізичних досліджень пов'язано з розробкою і впровадженням нових методів, а також з удосконаленням методики і техніки досліджень; впровадженням комп'ютерних методів обробки та інтерпретації даних, утворенням цифрових каротажних лабораторій, керованих комп'ютером, комплексних геолого-геохімічно-геофізичних інформаційно-вимірювальних і обробляючих комплексів, високоточних і термобаростійких комплексних свердловинних приладів та ін.

## Промислово-геофізичні дослідження свердловин
При промислово-геофізичних дослідженнях свердловин використовують прилади, які опускають у свердловину за допомогою спеціальної лебідки на електричному (каротажному) кабелі; вивчають електричні властивості порід (електрокаротаж), радіоактивні (радіоактивний каротаж  гамма каротаж, гамма-гамма-каротаж, нейтронний каротаж), акустичні (акустичний каротаж), механічні (кавернометрія) та ін.
Промислово-геофізичні дослідження дають змогу непрямими методами дослідження визначити:
- а) характеристику пласта — коефіцієнт пористості (порової, тріщинної, кавернозної), коефіцієнт проникності, нафтоводогазо-насиченість, товщину пласта, глибини залягання його покрівлі і підошви, літологію і глинистість порід;
- б) стан розробки покладу — положення ВНК, ГКН та їх просування, швидкість руху і розподіл по свердловинах запомпованих у пласт агентів (метод радіоактивних ізотопів, індикаторні методи та ін.), працюючі інтервали пласта, профілі припливу і поглинання (свердловинна дебіто- і витратометрія, термометрія, фотоколориметрія, визначення вмісту ванадію і кобальту в нафті), інтервали обводнення, склад рідини у стовбурі свердловини і його зміну (гамма-густинометрія, діелькометрична вологометрія, резистивиметрія тощо);
- в) визначити технічний стан свердловини — якість цементування, негерметичність обсадних колон, наявність міжпластових перетоків, товщину стінок обсадних труб та їх дефекти, глибини інтервалів перфорації, елементів обладнання, муфт і вибою свердловини, відкладання парафіну, осадів тощо.

Ці дослідження виконують геофізичні організації. До геофізичних досліджень відносять також свердловинні дебітовитратометричні і термодинамічні дослідження.